# داء البروسيلات
داء البروسيلات أو مرض بانج أو (الحمى المالطية-Malta fever) (بالإنجليزية: Brucellosis)‏ هو مرض حيواني المنشأ شديد العدوى، ينتج عن تناول حليب غير مبستر أو لحم غير مطهو جيداً، من منتجات الحيوانات المصابة، أو من الاتصال المباشر بإفرازاتها. يعرف داء البروسيلات أيضاً بـ الحمى المتماوجة و الحمى المالطية و حمى البحر المتوسط.
أنواع البروسيلا هي عبارة عن بكتيريا عصوية مكوّرة سلبية الغرام، صغيرة، غير مميتة، غير مسامية وشكلها قضيبي. تعمل كطفيليات، وتسبب مرضاً مزمناً، يستمرّ عادةً مدى الحياة. ثمة أربعة أنواع من البروسيلا تصيب البشر هي: «العصوية المُجهِضة B»، «البروسيليّة المالطية B»، «الخنزيرية B», «الكلبية B». تعتبر «العصوية المجهضة B» أقل ضراوة من «البروسيلية المالطية B»، وتصيب الماشية في المقام الأول. أما «الكلبية B» فتصيب الكلاب. تعتب البروسيلية المالطية النوع الأكثر ضراوةً وانتشاراً. وعادةً ما تصيب الماعز، وأحياناً الأغنام. بالنسبة للخنزيرية B فهي متوسطة الخباثة وتصيب الخنازير بشكلٍ رئيسي.
تشمل الأعراض التعرّق الغزير وآلام المفاصل والعضلات. داء البروسيلات معروف منذ بدايات القرن العشرين بتأثيره على كل من الحيوانات والإنسان.

## التسمية
- من اسم العالم الإسكتلندي ديفيد بروس الذي اكتشف الميكروب المسبب في 1887.
- ترجع تسمية الحمى المالطية إلى أن مكتشف الحليب كمصدر للعدوى هو طبيب وعالِم آثار مالطي السير تيمي زاميت في 1905.

## العلامات والأعراض

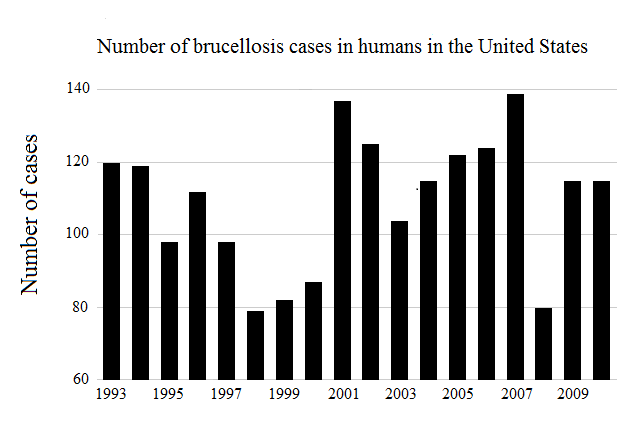
رسم بياني يوضّح الإصابات بداء البروسيلات لدى البشر في الولايات بين عامي 1993-2010، وفق استطلاعات مراكز السيطرة على الأمراض والوقاية منها التي تعمل وفق النظام الوطني لمراقبة الأمراض المبلغ عنها

تشابه أعراض داء البروسيلات تلك الأعراض التي ترتبط بأمراض الحمى الأخرى، لكنها تتميز بالألم العضلي والتعرق الليلي. تختلف مدة المرض من بضعة أسابيع إلى عدة أشهر أو حتى عدة سنوات.
في المرحلة الأولى من المرض، يحدث تجرثم للدم ويؤدي إلى حدوث حمّى وتعرق (يتميز العرق هنا عادة بكونه كريها وذي رائحة متعفنة تشبه رائحة القش الرطب)، وألم مفصلي وألم عضلي متنقل (ألم المفاصل والعضلات). تكشف اختبارات الدم عادة عن قلة كريات الدم البيضاء وفقر الدم وتظهر ارتفاعاً في قراءات اختبارات وظائف الكبد كناقلة أمين الأسبارتات، وتكون نتيجة اختبار وردية البنغال إيجابية. تحدث أعراض الجهاز الهضمي لدى 70% من الحالات، والتي تشمل الغثيان والتقيؤ وفقدان الشهية وفقدان الوزن، وآلام البطن، والإمساك، والإسهال وتضخم الكبد والتهاب الكبد وخراج الكبد وتضخم الطحال.
تعرف هذه الأعراض في البرتغال وإسرائيل وسوريا والأردن بالحمى المالطية. خلال نوبات الحمى المالطية، قد يظهر داء النكريات (وجود البروسيلا في الدم)، ويتم الكشف عنه عن طريق استزراع الدم في وسط ترايبتوزي أو وسط ألبيني. وهذا المرض إن لم يتم علاجه فقد يصبح مزمناً أو يشكل بؤراً مركزية للإمراض. تحدث بؤر البروسيلات عادةً في العظام والمفاصل، ومن السمات المميزة له حدوث التهاب العظم والنقي والتهاب الفقار الفقري في العمود الفقري القطني مع التهاب المفصل العجزي الحلقي، كما أن التهاب الخصية عرض شائع لدى الرجال.
يعتمد تشخيص داء البروسيلات على:
1. إثبات العامل: استنبات الدم في سط ترايوتوز واستنبات نخاع العظم: نمو البروسيلات بطيء للغاية (قد يستغرق نموها حوالي شهرين)، ويشكل الاستنبات عامل مخاطرة على العاملين في المختبرات بسبب ارتفاع معدل الإصابة بالبروسيلات.
2. مشاهدة أجسام مضادة للعامل، إما من خلال تفاعلات هاديلسون أو تفاعلات رايت أو تفاعلات الوردية البنغالية، مع استخدام ELISA أو فحص ميركابتوثانول-2 للتحقق من الأجسام المضادة ل lgM المرتبطة بالأمراض المزمنة.
3. دليل الأنسجة على حدوث التهاب الكبد الحبيبي في خزعة الكبد.
4. تبادلات إشعاعية في الفقرات المصابة: علامة بيدرو بونز (التآكل التمييزي للزوايا الأمامية والخلفية للفقرات القطنية) ودَاءُ النَّوابِتِ العَظْمِيَّة من الأمور المشتبه بحدوثها عند حدوث التهاب الفقار البروسيلي.

عواقب عدوى البروسيلا شديدة التباين، وقد تشمل التهاب المفاصل والتهاب الفقار وقلة الصفيحات والتهاب السحايا والتهاب العنبية والتهاب العصب البصري والتهاب الشغاف واضطرابات عصبية مختلفة تُعرف مجتمعةً باسم البروسيلات العصبية.

## المسببات

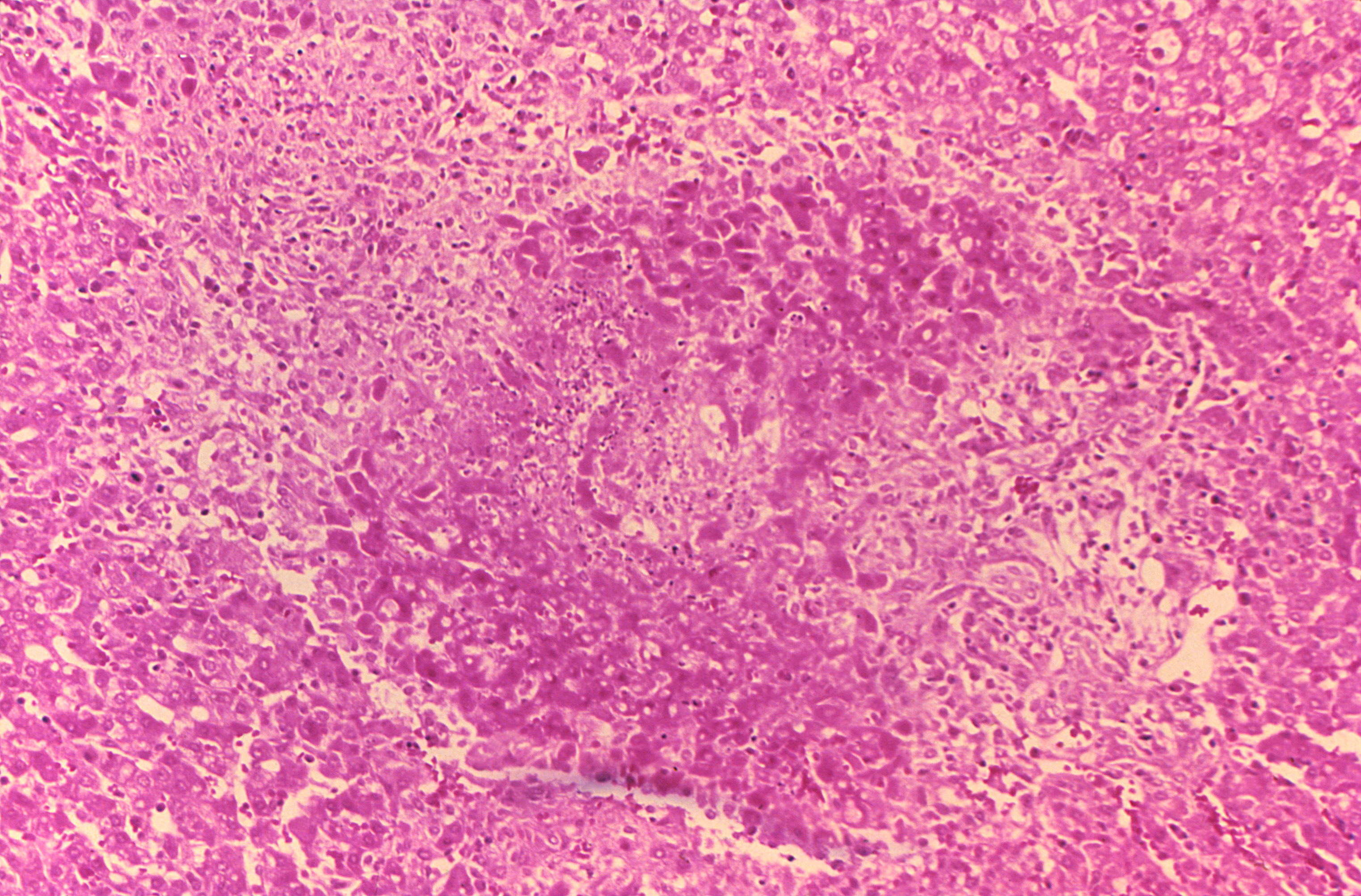
ورم حبيبي ونخر في كبد خنزير غينيا مصاب بالبروسيلَةُ الخِنْزيرِيَّة

يرتبط داء البروسيلات عادةً باستهلاك الحليب غير المبستر والجبن الطري المصنّع من حليب الحيوانات المصابة «بالبروسيلات B» - حليب الماعز في المقام الأول. ثمة احتمال لإصابة العاملين في المختبرات والأطباء البيطريين والعاملين في المسالخ جرّاء التعرّض المهني للحيوانات المصابة. ثمة لقاحات تستخدم للثروة الحيوانية قد تسبب المرض للبشر إذا تم الحقن بطريقة الخطأ، مثل سلالات 19 المستخدمة لإجهاض الحيوانات. يحفّز داء البروسيلات ظهور الحميات غير الثابتة والإجهاض والتعرّق والضعف وفقر الدم والصداع والاضطراب الاكتئابي وألم عضلي وجسدي. السلالات الأخرى مثل «الخنزيرية B» و«الكلبية B» فتسبب العدوى في الخنازير والكلاب على التوالي.
تدعم النتائج الإجمالية حقيقة أن البروسيلات يسبب مخاطرة للعاملين في مزارع الماعز، يزيد ذلك ضعف الوعي بإمكانية انتقال المرض للإنسان ونقص المعرفة بالممارسات الآمنة الواجب اتباعها في المزارع مثل ممارسات الحجر الصحي.

## انتقال المرض
ينتقل المرض عن طريق شرب الحليب (أو أي من مشتقاته) غير المبستر أو الذي لم يتم غليه بطريقة جيدة كافية لقتل ميكروب البروسيلا المتواجد في الحليب من الأبقار المصابة بإجهاض متكرر (contagious abortion) ولا يوجد باللبن لأنه وسط حمضي،
أو عن طريق الاحتكاك المباشر بالبكتيريا عن طريق الحيوانات المصابة مثل الكلاب والخنازير والجمال والأبقار والماعز
تحتوي مخلفات الولادة في الحيوانات المصابة على كمية كبيرة من البكتيريا المعدية والتي لها القدرة على اختراق جلد الإنسان، إذا تعامل مع هذه المخلفات بدون قفازات في اليدين لذلك ينصح لمن يعمل في المسالخ بلبس القفازات.

## فترة الحضانة
تتراوح فترة الحضانة من أسبوع إلى ثلاثة أسابيع.

## الأعراض
- حمى تختفي وتظهر على فترات ثابتة (متموجة).
- تعرق (تكون رائحتة مثل رائحة قش الأرز المبلول) – فقدان للشهية – صداع – إكتئاب – تكسير في الجسم وألم بالعضلات.

تترواح فترة الأعراض من أسابيع إلى شهور أو حتى سنين، وإذا لم يعالج المرض وأصبح مزمناً من الممكن أن تتركز البكتيريا في العظام والمفاصل.

## التشخيص
- الكشف عن البكتريا بزرع دم المريض.
- الكشف عن الأضداد (تفاعل رايت).

## العلاج
- ستربتومايسين لمدة 14 يوم مع دوكسي سيكلين عن طريق الفم مرتين يوميا لمدة 45 يوم.
- جنتامايسين لمدة 7 أيام

في حالة إصابة الأعصاب يمكن أخذ العلاج الثلاثي وهو (دوكسيسيكلين + ريفامبسين + كوتريموكسازول)

## الوقاية
- التأكيد على التعامل الصحي السليم مع منتجات الألبان.
- الفحص المستمر لمن يتعامل مع منتجات الألبان.
- إعدام الحيوانات المصابة.
- تطعيم الحيوانات المنزلية وهي صغيرة السن مع الحرص في استعمال الطعم لاحتمالية إصابة الشخص الذي يقوم بعملية التطعيم مع العلم أن هذا النوع من البكتيريا يعتبر من الأنواع الخطيرة.